# Samouillan
Samouillan – miejscowość i gmina we Francji, w regionie Oksytania, w departamencie Górna Garonna.
Według danych na rok 1990 gminę zamieszkiwało 99 osób, a gęstość zaludnienia wynosiła 19 osób/km² (wśród 3020 gmin regionu Midi-Pireneje Samouillan plasuje się na 964. miejscu pod względem liczby ludności, natomiast pod względem powierzchni na miejscu 1471.).